# Rádio Europa Lisboa
Rádio Europa Lisboa est une station de radio créée en 2006 à partir de l'ancienne Rádio Paris-Lisboa, une station ayant pour but de maintenir et d'intensifier la présence de la culture et de la langue française au Portugal. Le 28 juin 1996 Radio France internationale devient son actionnaire majoritaire. Le 13 mars 2006 la station change son nom en Radio Europa Lisboa et couvre le Grand Lisbonne.
En Juin 2011, la station cesse définitivement sa diffusion, achevant donc la présence du service public français de la radio au Portugal. La société est cédée à un groupe portugais qui la renomme "Nostalgia", une franchise de la radio Nostalgie (groupe NRJ).